# Pastebin
|  | Aquest article tracta sobre Pastebin (tipus d'aplicació web). Si cerqueu Pastebin (Lloc web), vegeu «Pastebin.com». |

Pastebin és un tipus d'aplicació web que permet als usuaris l'emmagatzemament de text pla sovint per a compartir fragments de codi font. L'ús més freqüent dels pastebin és la compartició de fragments de codi font (snippets) a través de IRC. Molts pastebins permeten als lectors fer comentaris directament a la pàgina. El servei GIST de GitHub és un pastebin amb control de versions. A més de compartir el codi font d'aplicacions, de vegades, els pastebin s'utilitzen per a publicar text de forma anònima.
El primer servei del tipus pastebin es va desenvolupar en la dècada de 1990 per evitar el flood a IRC que força sovint afectava els canals dedicats a la programació d'ordinadors quan un usuari enganxava un tros de codi font directament al canal IRC. En utilitzar un pastebin l'usuari pot simplement enganxar l'enllaç web. Com que els pastebins es poden implementat fàcilment en la majoria de llenguatges de programació, incloent els de Lisp, PHP, Perl i Python, hi ha moltes versions diferents. Es considera un bon exercici per a nous programadors o els que estan aprenent un nou llenguatge de programació escriure'n un.

## Pastebin.com
Pastebin.com és el pastebin original de codi obert, amb suport per a un ampli rang de sintaxi. La seva popularitat va servir per a donar nom a aquest tipus de servei.